# Picrophylla
Picrophylla là một chi bướm đêm thuộc họ Geometridae.